# Seburi monogatari
Pour plus de détails, voir Fiche technique et Distribution.
Seburi monogatari (瀬降り物語) est un film japonais réalisé par Sadao Nakajima, sorti en 1985.

## Synopsis
Le peuple nomade Seburi vit dans l'ouest du Japon. La police militaire tente de recruter les hommes en âge de se battre pour la Seconde Guerre mondiale.

## Fiche technique
- Titre original : 瀬降り物語 (Seburi monogatari?)
- Réalisation : Sadao Nakajima
- Scénario : Sadao Nakajima
- Musique : Kiyoshi Hayami (ja) et Takayuki Inoue
- Photographie : Fuminori Minami
- Décors : Toshiyuke Manabe
- Montage : Eifu Tamaki (ja)
- Société de production : Tōei
- Pays :  Japon
- Langue originale : japonais
- Format : couleur — 1,85:1 — 35 mm
- Genre : drame
- Durée : 125 minutes[1]
- Date de sortie : 
  - Japon : 11 mai 1985[1]

## Distribution
- Ken'ichi Hagiwara : Hajime Kinoshita
- Yumiko Fujita (ja) : Kuni
- Michiko Kōno : Hide
- Takashi Naitō : Kazuo
- Ai Saotome : Hana
- Eiko Nagashima (ja) : Mitsu
- Taiji Tonoyama : Kamezo
- Ken Mitsuishi (ja) : Jiro
- Hideo Murota : Kuzushiri
- Rei Okamoto (ja) : Tome
- Asao Uchida (ja) : Ayutachi
- Nenji Kobayashi : le militaire
- Yoshio Ichikawa : Imasuke

## Distinctions

### Récompenses
- 1986 : prix de la révélation de l'année pour Michiko Kōno aux Japan Academy Prize[2]
- 1986 : prix Kinema Junpō de la meilleure actrice dans un second rôle pour Yumiko Fujita (ja)[3]

### Sélections et nominations
- 1985 : le film est présenté en sélection officielle en compétition lors de Berlinale[4].
- 1986 : prix du meilleur acteur pour Ken'ichi Hagiwara, de la meilleure actrice dans un second rôle pour Yumiko Fujita (ja) et de la meilleure musique de film pour Takayuki Inoue aux Japan Academy Prize[2]